# Tournoi de clôture du championnat du Panama de football 2015
Navigation
Saison précédente Saison suivante
Le Tournoi Clausura 2015 est le seizième tournoi saisonnier disputé au Panama.
C'est cependant la 35e fois que le titre de champion du Panama est remis en jeu.
Lors de ce tournoi, le San Francisco FC a tenté de conserver son titre de champion du Panama face aux neuf meilleurs clubs panaméens.
Chacun des dix clubs participant était confronté deux fois aux neuf autres équipes. Puis les quatre meilleurs se sont affrontés lors d'une phase finale à la fin du tournoi.
Seulement une place était qualificative pour la Ligue des champions de la CONCACAF.

## Les 10 clubs participants
| \| Panama City : Alianza FC Chorrillo FC CD Plaza Amador Tauro FC Panama City Deportivo Árabe Unido Chepo FC CAI La Chorrera San Francisco FC Sporting San Miguelito Atlético Chiriquí \| Localisation des clubs. |
| Panama City : Alianza FC Chorrillo FC CD Plaza Amador Tauro FC Panama City Deportivo Árabe Unido Chepo FC CAI La Chorrera San Francisco FC Sporting San Miguelito Atlético Chiriquí                               |

Ce tableau présente les dix équipes qualifiées pour disputer le championnat 2014-2015. On y trouve le nom des clubs, le nom des stades dans lesquels ils évoluent ainsi que la capacité et la localisation de ces derniers.
| Club                   | Stade                         | Capacité | Ville         |
| Alianza FC             | Camp Luis Ernesto Tapia (es)  | 900      | Panama City   |
| Deportivo Árabe Unido  | Stade Armando Dely Valdes     | 4 000    | Colón         |
| Chepo FC               | Camp Luis Ernesto Tapia (es)  | 900      | Chepo         |
| Atlético Chiriquí      | Stade San Cristóbal           | 2500     | David         |
| CAI La Chorrera        | Stade Agustín Muquita Sánchez | 8 000    | La Chorrera   |
| Chorrillo FC           | Stade Javier Cruz             | 2 500    | Panama City   |
| CD Plaza Amador        | Stade Javier Cruz             | 2 500    | Panama City   |
| San Francisco FC       | Stade Agustín Muquita Sánchez | 8 000    | La Chorrera   |
| Sporting San Miguelito | Camp Luis Ernesto Tapia (es)  | 900      | San Miguelito |
| Tauro FC               | Camp Luis Ernesto Tapia (es)  | 900      | Panama City   |

## Compétition
Le tournoi Clausura se déroule de la même façon que le tournoi saisonnier précédent, en deux phases :
- La phase de qualification : les dix-huit journées de championnat.
- La phase finale : les matchs aller-retour allant des demi-finales à la finale.

### Phase de qualification
Lors de la phase de qualification les dix équipes affrontent à deux reprises les neuf autres équipes selon un calendrier tiré aléatoirement.
Les quatre meilleures équipes sont qualifiées pour les demi-finales.
Le classement est établi sur le barème de points classique (victoire à 3 points, match nul à 1, défaite à 0).
Le départage final se fait selon les critères suivants :
- Le nombre de points.
- La différence de buts générale.
- Le nombre de buts marqué.

#### Classement
| Rang | Équipe                 | Pts | J  | G | N | P | Bp | Bc | Diff |
| ---- | ---------------------- | --- | -- | - | - | - | -- | -- | ---- |
| 1    | Sporting San Miguelito | 30  | 18 | 7 | 9 | 2 | 23 | 15 | +8   |
| 2    | Deportivo Árabe Unido  | 29  | 18 | 8 | 5 | 5 | 22 | 16 | +6   |
| 3    | CD Plaza Amador        | 28  | 18 | 7 | 7 | 4 | 28 | 23 | +5   |
| 4    | CAI La Chorrera        | 26  | 18 | 7 | 5 | 6 | 23 | 21 | +2   |
| 5    | San Francisco FC T     | 25  | 18 | 6 | 7 | 5 | 22 | 19 | +3   |
| 6    | Alianza FC             | 22  | 18 | 6 | 4 | 8 | 23 | 23 | 0    |
| 7    | Chepo FC               | 22  | 18 | 5 | 7 | 6 | 19 | 22 | -3   |
| 8    | Tauro FC               | 22  | 18 | 5 | 7 | 6 | 22 | 26 | -4   |
| 9    | Chorrillo FC           | 17  | 18 | 3 | 8 | 7 | 16 | 22 | -6   |
| 10   | Atlético Chiriquí P    | 17  | 18 | 4 | 5 | 9 | 14 | 25 | -11  |

| Légende : Qualifications et relégations | Légende : Qualifications et relégations          |
| --------------------------------------- | ------------------------------------------------ |
|                                         | Qualifié pour les demi-finales                   |
|                                         | T Tenant du titre P Promu de la saison 2013-2014 |

#### Matchs
| Résultats (▼dom., ►ext.)                                   | Ali | Ára | Chi | CAI | Che | Cho | Pla | San | Spo | Tau |
| Alianza FC                                                 |     | 2-1 | 2-1 | 0-1 | 1-1 | 3-0 | 2-3 | 1-0 | 1-1 | 1-3 |
| Deportivo Árabe Unido                                      | 2-1 |     | 3-1 | 1-0 | 0-1 | 2-2 | 1-1 | 2-0 | 1-0 | 0-1 |
| Atlético Chiriquí                                          | 1-1 | 0-2 |     | 0-0 | 1-2 | 0-0 | 1-3 | 1-0 | 2-0 | 0-0 |
| CAI La Chorrera                                            | 1-0 | 1-0 | 4-2 |     | 2-0 | 1-1 | 1-2 | 0-1 | 0-2 | 4-2 |
| Chepo FC                                                   | 2-1 | 1-0 | 0-2 | 1-2 |     | 1-1 | 0-1 | 1-2 | 1-1 | 1-1 |
| Chorrillo FC                                               | 2-1 | 1-1 | 4-0 | 0-0 | 2-2 |     | 1-0 | 0-2 | 0-2 | 0-2 |
| CD Plaza Amador                                            | 0-1 | 1-2 | 2-1 | 4-2 | 1-1 | 1-1 |     | 2-2 | 1-1 | 3-1 |
| San Francisco FC                                           | 4-1 | 2-2 | 0-1 | 1-1 | 1-0 | 1-0 | 1-1 |     | 2-2 | 0-1 |
| Sporting San Miguelito                                     | 0-0 | 1-1 | 2-0 | 1-0 | 2-2 | 1-0 | 2-0 | 2-2 |     | 2-1 |
| Tauro FC                                                   | 0-4 | 0-1 | 0-0 | 3-3 | 1-2 | 2-1 | 2-2 | 1-1 | 1-1 |     |
| - Victoire à domicile - Match nul - Victoire à l'extérieur |     |     |     |     |     |     |     |     |     |     |

### Classement cumulatif
| Rang | Équipe                  | Pts | J  | G  | N  | P  | Bp | Bc | Diff |
| ---- | ----------------------- | --- | -- | -- | -- | -- | -- | -- | ---- |
| 1    | Sporting San Miguelito  | 61  | 36 | 17 | 10 | 9  | 51 | 42 | +9   |
| 2    | Deportivo Árabe Unido C | 55  | 36 | 15 | 10 | 11 | 45 | 35 | +10  |
| 3    | San Francisco FC C      | 53  | 36 | 13 | 14 | 9  | 49 | 36 | +13  |
| 4    | CD Plaza Amador         | 53  | 36 | 14 | 11 | 11 | 48 | 42 | +6   |
| 5    | Tauro FC                | 49  | 36 | 12 | 13 | 11 | 41 | 41 | 0    |
| 6    | Chepo FC                | 49  | 36 | 12 | 13 | 11 | 36 | 39 | -3   |
| 7    | Chorrillo FC            | 47  | 36 | 11 | 14 | 11 | 38 | 39 | -1   |
| 8    | Alianza FC              | 46  | 36 | 13 | 7  | 16 | 43 | 45 | -2   |
| 9    | Atlético Chiriquí P     | 36  | 36 | 8  | 12 | 16 | 30 | 46 | -16  |
| 10   | CAI La Chorrera         | 35  | 36 | 9  | 8  | 19 | 34 | 49 | -15  |

| Légende : Qualifications et relégations | Légende : Qualifications et relégations                                        |
| --------------------------------------- | ------------------------------------------------------------------------------ |
|                                         | Ligue des champions de la CONCACAF 2015-2016 (Phase de groupes)                |
|                                         | Relégué en Liga Nacional de Ascenso                                            |
|                                         | C Vainqueur d'un des deux tournois de la saison P Promu de la saison 2013-2014 |

### Phase finale
Les quatre équipes qualifiées sont réparties dans le tableau final d'après leur classement général.
En cas d'égalité sur la somme des deux matchs, c'est l'équipe ayant marqué le plus de buts à extérieur qui l'emporte puis une prolongation et une séance de tirs au but ont éventuellement lieu.

#### Tableau
|  | 1/2 finale             | 1/2 finale             | 1/2 finale            | 1/2 finale | 1/2 finale | 1/2 finale      |                 |     | Finale | Finale | Finale | Finale | Finale |  |
|  |                        |                        |                       |            |            |                 |                 |     |        |        |        |        |        |  |
|  |                        |                        |                       |            |            |                 |                 |     |        |        |        |        |        |  |
|  |                        |                        |                       |            |            |                 |                 |     |        |        |        |        |        |  |
|  | Sporting San Miguelito | Sporting San Miguelito | (1)                   | 0          | 2          |                 |                 |     |        |        |        |        |        |  |
|  | Sporting San Miguelito | Sporting San Miguelito | (1)                   | 0          | 2          |                 |                 |     |        |        |        |        |        |  |
|  | CAI La Chorrera        | CAI La Chorrera        | (4)                   | 1          | 2          |                 |                 |     |        |        |        |        |        |  |
|  | CAI La Chorrera        | CAI La Chorrera        | (4)                   | 1          | 2          | CAI La Chorrera | CAI La Chorrera | (4) | 1      |        |        |        |        |  |
|  |                        |                        |                       |            |            |                 | CAI La Chorrera | (4) | 1      |        |        |        |        |  |
|  |                        | Deportivo Árabe Unido  | Deportivo Árabe Unido | (2)        | 2          |                 |                 |     |        |        |        |        |        |  |
|  | Deportivo Árabe Unido  | Deportivo Árabe Unido  | Deportivo Árabe Unido | (2)        | 2          | (2)             | 1               | 1   |        |        |        |        |        |  |
|  | Deportivo Árabe Unido  | Deportivo Árabe Unido  |                       |            |            | (2)             | 1               | 1   |        |        |        |        |        |  |
|  | CD Plaza Amador        | CD Plaza Amador        | (3)                   | 0          | 1          |                 |                 |     |        |        |        |        |        |  |
|  | CD Plaza Amador        | CD Plaza Amador        | (3)                   | 0          | 1          |                 |                 |     |        |        |        |        |        |  |

#### Demi-finales
| Club                   | Aller | Retour | Club            | Commentaire |
| Sporting San Miguelito | 0-1   | 2-2    | CAI La Chorrera |             |
| Deportivo Árabe Unido  | 1-0   | 1-1    | CD Plaza Amador |             |

#### Finale
| 31 mai 2015 | Deportivo Árabe Unido                | 2:1 | CAI La Chorrera   | Stade Rommel Fernández |  |
|             | Abdiel Arroyo 81e · Gabriel Pino 87e |     | Carlos Sierra 34e |                        |  |

## Bilan du tournoi
| Tournoi de clôture du championnat de football du Panama 2015 |                                  |
| Champion                                                     | Deportivo Árabe Unido (8e titre) |
| Dauphin                                                      | CAI La Chorrera                  |
| Qualifications continentales                                 |                                  |
| Ligue des champions 2015-2016 (Phase de groupes)             | Deportivo Árabe Unido            |
| Promotions et relégations                                    |                                  |
| Promus en Liga Panameña de Fútbol                            | SD Atlético Nacional (en)        |
| Relégués en Liga Nacional de Ascenso                         | CAI La Chorrera                  |

## Statistiques

### Buteurs
| Rang | Nom | Équipe | Buts |
| 1    |     |        | -    |
| 2    |     |        | -    |
| 3    |     |        | -    |